# جيسيكا ميشيل
جيسيكا ميشيل (بالفرنسية: Jessica Michel)‏ هي فارسة سباق فرنسية، ولدت في 22 يونيو 1982 في باريس في فرنسا.

## وصلات خارجية
- جيسيكا ميشيل على موقع الاتحاد الدولي للفروسية (الإنجليزية)
- جيسيكا ميشيل على موقع FEI (رابط بديل) (الإنجليزية)
- جيسيكا ميشيل على موقع اللجنة الأولمبية الدولية (الإنجليزية)
- جيسيكا ميشيل على موقع أوليمبيديا (الإنجليزية)
- جيسيكا ميشيل على موقع اللجنة الأولمبية الفرنسية (مؤرشف) (الفرنسية)